# Beatrice Portinari
Beatrice Portinari, ili Bice di Folco Portinari, (Firenza 1266. – 8. lipnja 1290.), pojavljuje se kao lik u Božanstvenoj komediji a bila i je i mladenačka ljubav Dantea Alighieria i muza koju opisuje u pjesničkom djelu Novi život (tal. Vita nuova) (pisano 1292. – 1293.) koje je bilo nadahnuto ljubavlju prema Beatrice Portinari koju je upoznao u najranijoj mladosti i koja je odigrala presudnu ulogu u njegovu životu i stvaralaštvu. 
Beatrice je umrla vrlo mlada 1290., kada je napunila tek 24 godine. 
Beatrice ponekad simoblizira nedostižnu ljubav kojoj jedan pjesnik, pisac ili umjetnik teži. Može se usporediti s gospođicom 
Dulcineom u Cervantesovom Don Quijotu, ili Ullom Winblad u Bellmanovim pjesmama.